# Albert Posern
Carl Albert Posern (* 26. März 1864 in Meerane; † 11. März 1945 ebenda) war ein deutscher nationalliberaler Politiker.

## Leben und Wirken
Der Sohn von Karl August Posern († 1886) besuchte die Bürgerschule in Meerane und anschließend die Realschule I. Ordnung in Chemnitz. Er war als Appreteur in Meerane tätig und übernahm das Appreturunternehmen seines Vaters. Posern war Obermeister der Tuchscherer- und Tuchbereiterinnung in Meerane. Er war mit der Fabrikantentochter Ida Marie geb. Göldner verheiratet.
Posern war Mitglied der Bezirksversammlung der Amtshauptmannschaft Glauchau. Von 1909 bis 1918 vertrat er den 14. städtischen Wahlkreis in der II. Kammer des Sächsischen Landtags. Dort gehörte er der Fraktion der Nationalliberalen Partei an. In der Weimarer Republik war er noch 1919–1920 Abgeordneter der Sächsischen Volkskammer für die Deutsche Demokratische Partei.